# Diego Cajelli
Diego Cajelli (Milano, 31 luglio 1971) è un fumettista e sceneggiatore italiano.

## Biografia
Diego Cajelli frequenta il corso di sceneggiatura della Scuola del Fumetto di Milano, dove è stato docente dal 1995 al 2010.
Per la Xenia Edizioni scrive tre storie del bonellide Demon Hunter. Nel 1996 pubblica Pulp Stories, e nel 1998 fonda una piccola casa editrice, la Factory. Tra il marzo 1997 e il giugno 1998 è autore dei testi della miniserie in 7 albi (0-6) Randall McFly, con disegni di Alfio Buscaglia e le copertine di Giuseppe Palumbo, pubblicata dalla SF edizioni.
Inizia a lavorare per Sergio Bonelli Editore chiamato da Carlo Ambrosini, che gli affida la sceneggiatura del fumetto Napoleone. Successivamente, è chiamato a collaborare alla realizzazione di albi della serie Dampyr dal co-creatore di essa, Mauro Boselli. Sempre per la Bonelli è autore di diverse sceneggiature di Legs Weaver, Zagor, Nathan Never, Le storie, Martin Mystère e Dylan Dog.
Dal 2003 fa parte dello staff di autori di Diabolik.
Nel 2006 scrive la sceneggiatura del cortometraggio: K ha mollato, per la regia di Manolo Turri.
Nel 2008 ha vinto il premio "Gran Guinigi" come Miglior Sceneggiatore al Lucca Comics & Games.
Per alcuni anni, è stato anche conduttore radiofonico (conduceva il programma notturno Strane Storie per l'emittente Radio Popolare) e cabarettista presso lo Zelig di Milano.
Nel 2013 co-crea la serie a fumetti Long Wei (Editoriale Aurea), ambientata a Milano e con protagonista un giovane immigrato cinese. Nello stesso anno cura la rubrica Fumetti al telefono su Fumettologica. Nella primavera del 2014 sceneggia per la Star Comics l'albo Chef Rubio - Food Fighters, fumetto nato da un'idea di Giuseppe Di Bernardo ed ispirato all'omonimo cuoco protagonista del programma televisivo Unti e bisunti.
Sempre nel 2013, vince il Premio Boscarato al Treviso Comic Book Festival come miglior sceneggiatore, in ex aequo con Luca Vanzella.
Nel 2014 il regista premio Oscar Gabriele Salvatores lo inserisce nel progetto di espansione crossmediale dell’universo narrativo del film: Il Ragazzo Invisibile.
Cajelli scrive la sceneggiatura della graphic novel omonima per i disegni di Giuseppe Camuncoli, Werther Dell'Edera e Alessandro Vitti, edita da Panini Comics.
Nel 2015 collabora con il sito Dailybest.
Dal 2016 è docente di Crossmedialità e Storytelling presso l'Università Cattolica del Sacro Cuore di Milano.
Nel 2017 è stato nominato curatore del Lupo Alberto Magazine. ed entra a far parte del corpo docente dell'Accademia del Comico.
Nel Giugno del 2017, assieme ad Andrea Voglino, porta in edicola: Alias Comics, in allegato al quotidiano Il Manifesto.
I quattro numeri estivi sono stati raccolti in volume nell'ottobre dello stesso anno.
Nel 2018, con l'uscita del secondo capitolo della saga cinematografica del Ragazzo Invisibile di Gabriele Salvatores, Cajelli firma la seconda graphic novel omonima con i disegni di: Giuseppe Camuncoli, Elena Casagrande, Mario Del Pennino e Roberto Di Salvo.
Sempre nel 2018, in coppia con Alessio Tagliento riprende la collaborazione con Zelig e la sua attività di cabarettista.

## Opere

### Saggi
- Diego Cajelli, Scrivere Fumetti, editore PuntoZero, 2001, ISBN 88-86945-47-7[16], ISBN 978-88-86945-47-9.
- Diego Cajelli e Franco Busatta, Making of Nick Raider , Edizioni IF, 2005, ISBN 978-88-524-0015-5.
- Diego Cajelli e AA.VV., L'incredibile Marvel. 75 anni di meraviglie a fumetti, COMICON Edizioni, 2015, ISBN 8898049323.
- Diego Cajelli, Il Manuale Illustrato dell'Idiota Digitale , Panini Comics, 2017, ISBN 978-88-912-2700-3.
- Diego Cajelli e Francesco Toniolo., Storytelling Crossmediale, dalla letteratura ai videogiochi , Edizioni Unicopli, 2018, ISBN 8840019987.
- Diego Cajelli, Il fumetto è un panino (Un manuale di sceneggiatura pop), ComicOut, 2022, ISBN 979-12-80595-05-8.

### Narrativa
- Diego Cajelli e Manuela Nerolini, I Misteriosi Simpastri Nel Frigo Della Mamma, I Libri Scuola del Fumetto, 2003. ISBN 978-88-7855-005-6.
- Diego Cajelli, Il Luogo Comune è Sempre Affollato, Limited Edition Books, 2015. ISBN 978-88-9908-801-9.

### Racconti
- Scolopendra Gigantea, in AA.VV., Bugs, Edizioni BD, 2008. ISBN 978-88-6123-213-6.
- La Schigera del Vallone, in AA.VV., Zappa e Spada, Acheron Books, 2017. ISBN 978-88-9921-670-2.

### Pulp Stories
- Diego Cajelli, Luca Rossi, Pulp stories, Miniserie in sei volumi, Edizioni Scuola del Fumetto, 1995.

Ristampa in volume da libreria:
- Diego Cajelli, Luca Rossi, Pulp stories, Edizioni BD, 2005, ISBN 88-89574-09-7, ISBN 978-88-89574-09-6.

Ristampa in antologia:
- Diego Cajelli, Luca Rossi, Pulp stories, su Internationoir. Il meglio del noir internazionale a fumetti, di AA.VV, Oscar Mondadori, 2007, ISBN 88-04570-94-6.

Edizione Francese:
- Diego Cajelli, Luca Rossi, Pulp stories, Clair de Lune, 2009.

Edizione Turca:
- Diego Cajelli, Luca Rossi, Pulp stories (Pis İşler), 1001 ROMAN, 2010.

Ristampa in volume da edicola:
- Diego Cajelli, Luca Rossi, Pulp stories: Una lunga scia di sangue. Editoriale Cosmo, 2015, ISBN 88-6911-220-9.

### Milano Criminale
- Diego Cajelli, Maurizio Rosenzweig, Milano criminale: Il Gioco del Falco, Factory, 1999.
- Diego Cajelli, Marco Guerrieri, Milano criminale. La banda del Muto, Edizioni BD, 2005, ISBN 88-87658-78-1, ISBN 978-88-87658-78-1.
- Diego Cajelli, Marco Guerrieri, Milano criminale. La banda del Muto su: Alta Criminalità: il meglio del noir italiano a fumetti, di AA.VV, Oscar Mondadori, 2005, ISBN 88-04545-27-5.
- Diego Cajelli, Giuseppe Ferrario, Milano criminale. La città esige vendetta, Edizioni BD, 2006, ISBN 88-6123-202-7, ISBN 978-88-6123-202-0.
- Diego Cajelli, Maurizio Rosenzweig, Milano criminale: The De Falco Solution, Noshame, 2006. (Edizione in lingua inglese de "Il gioco del falco" uscita nel booklet dell'edizione internazionale del DVD "Convoy Buster", ASIN: B000FI8MIO.

### Per la Sergio Bonelli Editore
Napoleone
- Diego Cajelli (testi), Pasquale del Vecchio (disegni), Piccoli Banditi in Napoleone n. 10, Sergio Bonelli Editore, marzo 1999.
- Diego Cajelli (testi), Pasquale del Vecchio (disegni), Matteo Piana (disegni), Samurai in Napoleone n. 12, Sergio Bonelli Editore, luglio 1999.
- Diego Cajelli (testi), Pasquale del Vecchio (disegni), Voci Nel Muro in Napoleone n. 16, Sergio Bonelli Editore, marzo 2000.
- Diego Cajelli (testi), Pasquale del Vecchio (disegni), Nel Cerchio del Tempo in Napoleone n. 19, Sergio Bonelli Editore, settembre 2000.
- Diego Cajelli (testi), Gabriele Ornigotti (disegni), Drammatico Tango in Napoleone n. 27, Sergio Bonelli Editore, gennaio 2001.
- Diego Cajelli (testi), Pasquale del Vecchio (disegni), Inferno: Andata e Ritorno in Napoleone n. 29, Sergio Bonelli Editore, maggio 2002.

Legs
- Diego Cajelli (testi), Davide Perconti (disegni), L’Oracolo in Legs, n. 96 Sergio Bonelli Editore, novembre, 2003.

Dampyr
- Diego Cajelli (testi), Fabio Bartolini (disegni), L’Ultima Notte in Dampyr n. 39, Sergio Bonelli Editore, giugno 2003.
- Diego Cajelli (testi), Alessandro Baggi (disegni), La Miniera di Zyarne in Dampyr n. 60, Sergio Bonelli Editore, marzo 2005.
- Diego Cajelli (testi), Luca Rossi (disegni), La Foto che Urla in Dampyr n. 61, Sergio Bonelli Editore, aprile 2005.
- Diego Cajelli (testi), Alessandro Baggi (disegni), Il Giorno della Fenice in Dampyr n. 74, Sergio Bonelli Editore, maggio 2006.
- Diego Cajelli (testi), Fabio Bartolini (disegni), Occhi di Gelo in Dampyr n. 85, Sergio Bonelli Editore, aprile 2007.
- Diego Cajelli (testi), Giuliano Piccininno (disegni), I Vampiri di Nadvora in Dampyr n. 95, Sergio Bonelli Editore, febbraio 2008.
- Diego Cajelli (testi), Alessandro Baggi (disegni), La Porta degli Incubi in Dampyr n. 96, Sergio Bonelli Editore, marzo 2008.
- Diego Cajelli (testi), Luca Raimondo (disegni), Il Cuore di Gorislav in Dampyr n. 109, Sergio Bonelli Editore, aprile 2009.
- Diego Cajelli (testi), Arturo Lozzi (disegni), La Nave Fantasma in Dampyr n. 113, Sergio Bonelli Editore, agosto 2009.
- Diego Cajelli (testi), Alessandro Bocci (disegni), Sfida alla Temsek in Dampyr n. 115, Sergio Bonelli Editore, ottobre 2009.
- Diego Cajelli (testi), Marco Santucci (disegni), L’Ombra del Drago in Dampyr n. 120, Sergio Bonelli Editore, marzo 2010.
- Diego Cajelli (testi), Giuliano Piccininno (disegni), Il Penitenziario in Dampyr n. 122, Sergio Bonelli Editore, maggio 2010.
- Diego Cajelli (testi), Luca Raimondo (disegni), Stagione di Caccia in Dampyr n. 125, Sergio Bonelli Editore, agosto 2010.
- Diego Cajelli (sceneggiatura), Susanna Raule (soggetto), Luca Raimondo (disegni), Carnevale di Spettri in Dampyr n. 131, Sergio Bonelli Editore, febbraio 2011.
- Diego Cajelli (testi), Alessandro Baggi (disegni), La Donna nello Specchio in Dampyr n. 132, Sergio Bonelli Editore, marzo 2011.
- Diego Cajelli (testi), Giuliano Piccininno (disegni), Valzer Cajun in Dampyr n. 138, Sergio Bonelli Editore, settembre 2011.
- Diego Cajelli (testi), Fabrizio Russo (disegni), Il Sigillo di Lazzaro in Dampyr n. 155, Sergio Bonelli Editore, febbraio 2013.
- Diego Cajelli (testi), Mauro Laurenti (disegni), Siberia in Dampyr n. 156, Sergio Bonelli Editore, agosto 2013.
- Diego Cajelli (sceneggiatura), Corrado Cerfogli (soggetto), Arturo Lozzi (disegni), Odio Implacabile in Dampyr n. 167, Sergio Bonelli Editore, febbraio 2014.
- Diego Cajelli (testi), Mauro Laurenti (disegni), Zarema!, in Dampyr n. 170, Sergio Bonelli Editore, maggio 2014.
- Diego Cajelli (testi), Samuel Marolla (soggetto) Alessio Fortunato (disegni), L’Ospedale Stregato in Dampyr n. 179, Sergio Bonelli Editore, febbraio 2015.
- Diego Cajelli (testi), Fabrizio Russo (disegni), I Dimenticati in Dampyr n. 185, Sergio Bonelli Editore, luglio 2015.
- Diego Cajelli (Soggetto e sceneggiatura), Stassi Claudio (disegni), La maledizione di Whitby in Dampyr n. 254, Sergio Bonelli Editore, maggio 2021.

Speciale Dampyr
- Diego Cajelli (testi), Fabrizio Russo (disegni), Soldati di Ventura in Speciale Dampyr 3 Sergio Bonelli Editore, ottobre 2007.
- Diego Cajelli (testi), Luca Raimondo (disegni), Orrore tra gli Amish in Speciale Dampyr 8 Sergio Bonelli Editore, ottobre 2012.

Maxi Dampyr
- Diego Cajelli (testi), Maurizio Dotti (disegni), Il Signore delle Vespe in Maxi Dampyr 1 Sergio Bonelli Editore, luglio 2009.
- Diego Cajelli (testi), Giuliano Piccininno (disegni), Il Segreto del Bosco in Maxi Dampyr 1 Sergio Bonelli Editore, luglio 2009.
- Diego Cajelli (testi), Fabrizio Russo (disegni), Magia Africana in Maxi Dampyr 3 Sergio Bonelli Editore, luglio 2011.
- Diego Cajelli (testi), Marco Santucci (disegni), Operazione Viper in Maxi Dampyr 4 Sergio Bonelli Editore, luglio 2012.
- Diego Cajelli (testi), Giuliano Piccininno (disegni), Urla dal Profondo in Maxi Dampyr 4 Sergio Bonelli Editore, luglio 2012.
- Diego Cajelli (testi), Alessandro Baggi (disegni), L’Essenza della Follia in Maxi Dampyr 4 Sergio Bonelli Editore, luglio 2012.
- Diego Cajelli (testi), Fabrizio Russo (disegni), La Fiamma di Ghiacciuo in Maxi Dampyr 7 Sergio Bonelli Editore, luglio 2015.

Dampyr Pubblicazioni Extra
- Diego Cajelli (testi), Antonio Fuso (disegni), Il Cimitero delle Giostre in Dampyr speciale Riminicomix, Cartoon Club, luglio 2011.

Dylan Dog
- Diego Cajelli (testi), Daniele Bigliardo (disegni), Cattiva sorte in Dylan Dog Color Fest n. 5, Sergio Bonelli Editore, agosto, 2010
- Diego Cajelli (testi), Francesco Ripoli (disegni), Graphic Horror Novel: il sequel! in Dylan Dog n. 376, Sergio Bonelli Editore, dicembre, 2017
- Diego Cajelli (testi), Arturo Lauria (disegni e colori), Quell'inutile complicazione in "Dylan Dog Color Fest" n. 37, Sergio Bonelli Editore, maggio 2021

Zagor
- Diego Cajelli, Salvatore Cuna, Maurizio Colombo (testi), Michele Rubini (disegni), L’uomo venuto dalla pioggia in Zagor, Almanacco dell'Avventura n. 7, Sergio Bonelli Editore, settembre, 2004
- Diego Cajelli (testi), Alessandro Chiarolla (disegni), La lettera insanguinata in Zagor, Almanacco dell'Avventura n. 9, Sergio Bonelli Editore, settembre, 2006
- Diego Cajelli (testi), Mauro Laurenti (disegni), I Guerrieri della notte in Zagor n. 504, Sergio Bonelli Editore, luglio, 2007
- Diego Cajelli (testi), Mauro Laurenti (disegni), Il Segreto del Talismano in Zagor n. 505, Sergio Bonelli Editore, agosto, 2007
- Diego Cajelli (testi), Paolo Bisi (disegni), I Lupi del Fiume in Zagor n. 510, Sergio Bonelli Editore, gennaio, 2008
- Diego Cajelli  (testi), Roberto D'Arcangelo (disegni), Nessuna pietà per Coleman in Zagor, Almanacco dell'Avventura n. 12, Sergio Bonelli Editore, settembre, 2009

Nathan Never
- Diego Cajelli (testi), Francesco Mortarino (disegni), Metropolitan Hospital in Nathan Never, n. 296 Sergio Bonelli Editore, gennaio, 2016

Martin Mystère - Le nuove avventure a colori. (M.M.N.A.C.)
Cajelli è parte de “I Mysteriani”, il nome collettivo con il quale gli autori: Artusi, Cajelli, Gualdoni, Lotti, Lombardo e Voglino hanno firmato tutti i numeri della miniserie.
- Testi: I "Mysteriani", (Disegni): Fabio Piacentini, Ritorno all'impossibile, in M.M.N.A.C n.1: novembre, 2016
- Testi: I "Mysteriani", (Disegni): Alfredo Orlandi, L'elmo di Scipio, in M.M.N.A.C n.2, dicembre, 2016
- Testi: I "Mysteriani", (Disegni): Sauro Quaglia, L'arca dell'estinzione, in M.M.N.A.C n.3, gennaio, 2017
- Testi: I "Mysteriani", (Disegni): Rosario Raho, La melodia che uccide, in M.M.N.A.C n.4, febbraio, 2017
- Testi: I "Mysteriani", (Disegni): Carlo Velardi e Valerio Giangiordano, Quando i mondi si scontrano, in M.M.N.A.C n.5, marzo, 2017
- Testi: I "Mysteriani", (Disegni): Giulio Giordano, Salvatore Cuffari, Una voce dal futuro, in M.M.N.A.C n.6, aprile, 2017
- Testi: I "Mysteriani", (Disegni): Luca Maresca, Dalla Terra alla Luna, in M.M.N.A.C n.7, maggio, 2017
- Testi: I "Mysteriani" e Luigi Mignacco (Disegni): Werner Maresta, Carlo Velardi, Luca Maresca in La caccia di Jasper, M.M.N.A.C n. 8, giugno, 2017
- Testi: I "Mysteriani", (Disegni): Francesco Mortarino, Il pianeta dei robot, in M.M.N.A.C n.9, luglio, 2017
- Testi: I "Mysteriani", (Disegni): Carlo Velardi, Salvatore Cuffaro, Giulio Giordano, La caduta di Agarthi, in M.M.N.A.C n.10, agosto, 2017
- Testi: I "Mysteriani", (Disegni): Rosario Raho, La pietra filosofale, in M.M.N.A.C n.11, settembre, 2017
- Testi: I "Mysteriani", (Disegni): Luca Maresca, Rosario Raho, Giulio Giordano, Salvatore Cuffari, Sauro Quaglia, Francesco Mortarino, Al cuore della tenebra, in M.M.N.A.C. n.12, ottobre, 2017

Tex
- Diego Cajelli (soggetto), Tito Faraci (sceneggiatura), Luca Vannini (disegni), Detenuto Modello in Tex Magazine n. 3 Sergio Bonelli Editore, gennaio, 2018
- Diego Cajelli (soggetto e sceneggiatura), Disegni: Mario Jannì, Colori: Virginia Chiabotti, La voce del muto in Color Tex n. 20, Sergio Bonelli Editore, novembre 2021

Le storie
- Diego Cajelli (testi), Matteo Cremona (disegni), Mexican Standoff in Le storie, n. 9 Sergio Bonelli Editore, giugno, 2013
- Diego Cajelli (testi), Arjuna Susini e Francesco Francini (disegni), Leone in Le storie n. 70, Sergio Bonelli Editore, luglio 2018

### Long Wei
Vedere voce apposita: Long Wei

### Diabolik
- Anno XLIII N°3, Idee Rubate, Soggetto Cajelli, Sceneggiatura: Martinelli, disegni: S. Zaniboni e L. Merati.
- Anno XLIV N° 10, Vite Incrociate. Soggetto Cajelli, Sceneggiatura: Martinelli, disegni: G. Di Bernardo e G. Montorio.
- Anno XLV N° : 6, Dietro il Sipario, Soggetto Cajelli, Sceneggiatura: Recchioni, Disegni: S. Zaniboni e P. Zaniboni.
- Anno XLIX N° 2: Per amore di Ginko. Sceneggiatura Cajelli, Disegni: E. Facciolo.
- Anno XLIX N° 9: La vendetta di Ginko. Sceneggiatura Cajelli, Disegni: G. Di Bernardo e J. Brandi.
- Anno L N° 3: Sull'orlo della fossa. Soggetto e sceneggiatura Cajelli, Disegni: S. Zaniboni, G. Montorio, L. Merati.
- Anno L N° 8: Una maschera per Ginko. Sceneggiatura Cajelli, Disegni di: G. Di Bernardo e J. Brandi.
- Anno L N°12: Le tracce del lupo. Idea e sceneggiatura Cajelli, Disegni di: E. Facciolo.
- Anno LI N°1: In fondo al tunnel. Sceneggiatura Cajelli, Disegni di: Sergio e Paolo Zaniboni.
- Anno LI N°3: Segreti di famiglia. Sceneggiatura Cajelli, Disegni di: E. Facciolo.
- Anno LII N° 1: Tu ucciderai Eva. Sceneggiatura Cajelli, Disegni di. M. Buffagni, G. Montorio, L. Merati
- Anno LII N° 4: Sangue nella giungla. Idea e sceneggiatura Cajelli, Disegni di: E. Facciolo
- Anno LII N° 5: Rischio calcolato. Sceneggiatura Cajelli Disegni di: A. M. Ricci e M. Ricci
- Anno LII N° 12: Ricatto senza fine. Sceneggiatura Cajelli, Disegni di: E. Facciolo
- Anno LIII N° 12: Il rubino scomparso. Sceneggiatura Cajelli, Disegni di: A. Vitti, G. Montorio, L. Merati
- Anno LIV N° 2: Costretto a uccidere. Sceneggiatura Cajelli, Disegni di: A. M. Ricci e M. Ricci
- Anno LIV N° 9: Morte in alto mare. Sceneggiatura Cajelli, Disegni di: A. M. Ricci e M. Ricci
- Anno LV N° 7: Morte in paradiso. Sceneggiatura Cajelli, Disegni di: E. Facciolo
- Anno LV N° 9: Come una pantera. Sceneggiatura Cajelli, Disegni di: M. Buffagni, G. Montorio, L. Merati
- Anno LVI N° 6: Caccia all'assassino. Sceneggiatura Cajelli, Disegni di: P. Cerveglieri, G. Montorio, L. Merati

### Fumetti Vari
- Diego Cajelli, Andrea Mozzato, Video Inferno, LIBRI SCUOLA DEL FUMETTO, 1997, ASIN: B014SSB7FG.
- Diego Cajelli, Giuseppe Ferrario, Il mistero delle cinque gemme. Il principio della separazione dei poteri a fumetti, Edizioni BD, 2006, ISBN 88-89574-60-7, ISBN 978-88-89574-60-7.
- Diego Cajelli, Giacomo Bevilacqua, Pensione di Guerra, in, AA.VV, Il Brigadiere Leonardi, Edizioni BD, 2010, ISBN 978-88-6123-567-0.
- Diego Cajelli, Andrea Mutti, Ghost, Edizioni BD, 2012, ISBN 978-88-61238-90-9.
- Diego Cajelli, Enza Fontana, Chef Rubio: Food Fighter, Star Comics, 2014, ISBN 978-88-64208-73-2.
- Diego Cajelli, Alfio Buscaglia, Randall McFly: Fattore X, Editoriale Cosmo, 2016, ISBN 978-88-69112-41-6.
- Diego Cajelli, Andrea Scoppetta, The Grand Hilbert Hotel, in Archimede, n.1, 2020, Editore Le Monnier, ISBN  978-88-0088-128-9.
- Diego Cajelli, Andrea Scoppetta, La seduta di N3well, in Comics&Science, The AI Issue, Cnr Edizioni, 2020, ISBN 978-88-8080-376-8.

### Pubblicazioni Varie
- Cajelli viene citato in: Gino & Michele, Anche le formiche nel loro piccolo si incazzano, anno 2002, Baldini & Castoldi, 2001, ISBN 88-8490-049-2.
- Scrive un capitolo in: Danilo De Biasio (a cura di), Ma libera veramente. Trent'anni di Radio Popolare: voci, parole, immagini. Milano, Editore Kowalski, 2006, ISBN 88-7496-716-0.
- A cura di Diego Cajelli, Marco Schiavone, Alta infedeltà. Il meglio dell'eros italiano a fumetti, Oscar Mondadori, 2007, ISBN 88-04-56813-5, ISBN 978-88-04-56813-1.